# Kollektor-Emitter-Strom

Ebers-Moll-Modell eines npn-Transistors

Der Kollektor-Emitter-Strom bezeichnet den Strom, der über den Kollektor eines Bipolartransistors in den Emitter fließt. 
Der Kollektor-Emitter-Strom ist eine Folge der zwischen Basis und Emitter angelegten Spannung (Basis-Spannung) und kommt zustande, weil der Transistor dann „durchgesteuert“ ist. In Datenblättern trägt der Kollektor-Emitter-Strom die Bezeichnung ICE. Oft wird auch einfach nur vom „Kollektor-Strom“ gesprochen, welcher dann die Bezeichnung IC trägt, aber genau die gleiche Größe beschreibt.
Der durch die Basis-Emitter-Spannung verursachte Kollektor-Emitter-Strom ist im Allgemeinen das Ausgangssignal in einem Transistorverstärker. Jeder Transistor hat einen maximal zulässigen Kollektor-Emitter-Strom, welcher auch als ICE max bezeichnet wird. Er gibt an, wie viel Strom maximal durch die Kollektor-Emitter-Strecke fließen darf, bevor der Transistor zerstört wird.
Bei vielen Transistoren ist der maximale Kollektor-Emitter-Strom abhängig davon, wie gut der Transistor gekühlt wird und bei welcher Umgebungstemperatur er betrieben wird. Aus diesem Grund wird ICE max in vielen Datenblättern abhängig von diesen Parametern angegeben.